# Stretto di Sannikov
Lo stretto di Sannikov (russo Пролив  Санникова) è un braccio da mare che unisce il mare di Laptev al mare della Siberia orientale. Si trova nell'arcipelago delle isole della Nuova Siberia tra le isole Anžu (a nord) e le isole Ljachovskij (a sud). Ha una lunghezza di 238 km ed è largo 55 km. Raggiunge i 24 m di profondità.
Porta il nome del mercante ed esploratore russo Jakov Sannikov.